# Gijduvon
Gijduvon (llamada Akmalabad hasta 1972) es una localidad de Uzbekistán, en la provincia de Bujará.
Se encuentra a una altitud de 259 m sobre el nivel del mar.

## Demografía
Según estimación 2010 contaba con una población de 44289 habitantes.